# Північна провінція (Шрі-Ланка)
Північна провінція (синг. උතුරු පළාත Uturu Palata, там. வட மாகாணம் Wada Maakaanam) — провінція Шрі-Ланки. Адміністративний центр — Джафна. За три кілометри від Джафни розташований тамільський релігійний центр Наллур, відомий індуїстським храмом Кандасвамі.
- Площа Центральної провінції становить 8884 км² [1]. Площа суші — 8290 км² [1]. Площа водної поверхні — 594 км² [1].
- Населення — 1 060 023 людини (на 2012).

Більшість її населення — ланкійські таміли, з меншістю сингалів і мусульман. 

## Економіка
Більшість людей заробляє кошти для існування бувши фермерами, рибалками, поставляючи професіоналів у цивільні та ділові сектори.
Провінція відома своїми установами вищої освіти. Дрібномасштабна промисловість, така як хімічна, легка промисловість, виробництво текстилю також була присутні. Півострів Джафна зрошується підземними водоносними шарами, тоді як у решті частини провінції є тільки іригаційні резервуари.

## Адміністративний поділ
Адміністративно ділиться на 5 округів:
- Джафна, центр — Джафна
- Маннар, центр — Маннар
- Муллайтіву, центр — Муллайтіву
- Вавунія, центр — Вавунія
- Кіліноччі, центр — Кіліноччі